# Vena emiazygos accessoria
La vena emiazygos accessoria è un vaso sanguigno localizzato nel torace, di cui drena parte del sangue venoso della parete, accogliendo le vene intercostali posteriori di sinistra dalla quarta alla settima. Le restanti, sempre a sinistra, superiormente confluiscono nella vena intercostale suprema, inferiormente nella vena emiazygos. Solitamente questo sistema di drenaggio presenta una marcata asimmetria, con la parte sinistra che si immette in larga parte nella vena azygos, a destra.
Si tratta di un vaso di piccolo calibro, dal diametro medio alla terminazione di 5,47 mm, inferiore sia a quello dell'azygos che a quello dell'emiazygos. Ha decorso verticale e il sangue defluisce verso il basso, dalle confluenze delle vene intercostali posteriori allo sbocco dell'emiazygos accessoria nell'azygos. Normalmente è compresa nella lunghezza fra T4 e T8. Si appoggia alle facce laterali di sinistra dei corpi vertebrali, compresa fra questi e l'aorta discendente toracica.
L'origine embriologica della vena emiazygos accessoria è ricondotta a un'espansione in direzione craniale della vena emiazygos, la quale a sua volta deriva dalla vena sovracardinale superiore di sinistra. Differenti sviluppi comportano configurazioni anatomiche evidentemente differenti. Eventuali allargamenti di tutte e tre le vene del sistema delle azygos sono ricondotte a malfunzionamenti e ostruzioni della vena cava superiore, per cui il sangue è costretto nella circolazione posteriore del torace e da lì nelle prime vene lombari, per terminare nella vena cava inferiore.

## Variazioni
Il sistema delle vene azygos è particolarmente variabile, senza che ciò comporti, normalmente, particolare rischio di patologie associate.
- Una prima configurazione[1] presenta due vene azygos di destra e di sinistra. La vena emiazygos accessoria è continua all'emiazygos senza che questo tronco comune comunichi con il controlaterale di destra, terminando superiormente nella vena anonima di sinistra e anastomizzandosi inferiormente con la prima vena lombare di sinistra. Questa configurazione simmetrica è particolarmente rara, registrata nell'1% dei casi.
- Il secondo caso, di gran lunga il più comune (98%)[1], presenta l'emiazygos accessoria e l'emiazygos separate ed entrambe destinate a sfociare nell'azygos a livello di T8, dopo aver scavalcato il corpo della vertebra. Esistono numerosi sottotipi, ad esempio con un'ottava intercostale posteriore di sinistra che affluisce direttamente nell'azygos, o addirittura casi di assenza dell'emiazygos accessoria.
- Il terzo tipo di configurazioni (1%)[1] prevede un'unica vena azygos mediana, appoggiata alla faccia anteriore dei corpi vertebrali, con il legamento longitudinale anteriore che si interpone.